# Pierre à poissons
 (juillet 2022).
Pour les articles homonymes, voir Rue Pierre-à-Poisson.
La pierre à poissons est le seul monument médiéval entier à subsister à Montbéliard en France. Il s'agit d'une grande dalle de calcaire sur laquelle on vendait du poisson. Elle aurait servi de tribune à Guillaume Farel pour prêcher la réforme protestante.
La pierre à poissons fait l’objet d’un classement au titre des monuments historiques depuis le 9 novembre 1922.

## Histoire

### Le bourg de la Halle
La plus ancienne mention écrite de la pierre à poissons date de 1470, mais elle peut être bien plus ancienne. Elle se trouve au débouché de la rue des Fèbvres, au coin du bourg de la Halle, le plus récent des quartiers du Moyen Âge montbéliardais. L'endroit porte le nom de square Farel, à l'extrémité est de la place Denfert-Rochereau.
Enclos vers 1300, séparé de la ville par un mur et communiquant avec elle par la porte de l’Horloge, le bourg est un carrefour, une place publique, un centre commercial, et donc le principal lieu d’animation de la cité. La pierre sert, comme son nom l’indique, d’étal au marché du poisson. Les poissons d’eau douce, dont la consommation est beaucoup plus importante à l’époque (le catholicisme imposait alors plus de 150 jours maigres par an pendant lesquels la consommation de viande, d'œufs et de laitages était interdite), pêchés dans les rivières et étangs environnants, y sont débités et vendus.
Au Moyen Âge, la pierre est enclose dans une maisonnette de bois. Sur cette table, Guillaume Farel aurait prêché la Réforme. Giulio Vittini, artiste de la tradition montbéliardaise, a même peint cette scène, mais aucun document historique ne relate cet épisode, pourtant profondément ancré dans la mémoire collective. S'il semble certain que Guillaume Farel a bien prêché la Réforme à Montbéliard, rien ne prouve qu’il l’ait fait perché sur la pierre à poissons.

### Guillaume Farel
En 1523, Guillaume Farel est à Bâle où il fortifie sa doctrine au contact du réformateur et humaniste local, Œcolampade. Il est appelé par le comte Ulrich VI de Wurtemberg pour prêcher la Réforme à Montbéliard. Depuis quelques années, la cité connaît une certaine effervescence, marquée par des relations plus tendues entre la ville et les chanoines de Saint-Maimboeuf et par une volonté à modifier l’institution ecclésiastique, les mœurs et la foi. Dans ce climat, Ulrich pense que les idées de Luther peuvent faire des adeptes.
Farel est à Montbéliard entre juillet 1524 et mars 1525, prêchant sans relâche et avec véhémence, s’attaquant par l’insulte et les violences verbales à la messe et aux rites. Cela suscite des incidents violents et des débats contradictoires avec des franciscains envoyés de Besançon et avec des chanoines de Saint-Maimboeuf. Une partie de la population accepte mal les excès du prédicateur, alors que les cantons suisses, inquiets d’un tel voisinage, obtiennent d’Ulrich son départ. Il quitte donc la ville et regagne Bâle. Son séjour montbéliardais lui permet de prendre pour la première fois la parole en tant que réformateur indépendant. Cette expérience lui inspire sa « Sommaire et brève déclaration », premier traité de liturgie évangélique en français. Par la suite, il s’efforce de répandre la Réforme dans le pays de Vaud à Neuchâtel, puis à Genève où il rencontre Jean Calvin en 1536.
Le passage de Farel à Montbéliard prépare le terrain à l’installation définitive de la Réforme luthérienne. En 1538, Pierre Toussain l’impose dans la ville avec l’abolition de la messe et des cérémonies catholiques.

## Description
La pierre à poissons forme une « table » : deux pieds en pierre supportent la pierre principale en calcaire. La pierre de taille a pour dimensions : 20 cm de hauteur, 265 cm de longueur et 125 cm de largeur.

## Sources
- Société d'Émulation de Montbéliard, François Vion-Delphin
- La Principauté de Montbéliard, Daniel Seigneur

### article connexe
- Liste des monuments historiques de Montbéliard